# クリストファー・ジョン・ウォレル
クリストファー・ジョン・ウォレル（Christopher John Worrell, 1970年または1971年 - ）は、2021年アメリカ合衆国議会議事堂襲撃事件に参加したアメリカ合衆国の逃亡犯である。

## バイオグラフィ
ウォレルは1970年または1971年生まれであり、フロリダ州ネイプルズに住んでいた。彼は非ホジキンリンパ腫と診断されている。彼は過激派グループのプラウド・ボーイズのメンバーである。
ウォレルは2021年3月に逮捕され、「立ち入り禁止の地所や敷地に立ち入った」罪で起訴された。ウォレルは2021年10月の裁判で警察官を武器で暴行した罪で有罪となった。裁判でウォレルは警察官への唐辛子スプレーの使用を否定した。
刑務所内でウォレルは指を骨折し、また新型コロナウイルスに感染した。ウォレルは2021年のジャスティス・J6・ラリーで注目の的となり、右翼活動家たちはウォレルが刑務所内で医療を受けるのが遅いと訴えた。コロンビア特別区矯正局はその訴えを否定した。2021年10月、ロイス・ランバースはコロンビア特別区矯正局がウォレルの医療記録を裁判所に提供するのが遅すぎるという訴えを支持した。
2021年11月、ウォレルは刑務所から釈放されて自宅軟禁となった。
2023年8月15日に判決公判が予定されていたが、ウォレルが出廷しなかったために延期された。同日、ウォレルの逮捕状が発行された。